# Franciaország régiói
A régiók (franciául: région) a Francia Köztársaság legmagasabb szintű, legnagyobb területű közigazgatási egységei. 2016. január 1. óta az ország 18 közigazgatási régióra  oszlik. Ezek közül 13 európai (12 kontinentális és Korzika), 5 pedig tengeren túli. A 13 európai régió mindegyike 2 és 13 között változó számú megyére (département) oszlik, a tengeren túli régiók mindegyike önálló megye, szokás „tengeren túli megyéknek” is nevezni őket.
A régiók nem rendelkeznek saját törvényhozással. Adókat vethetnek ki, a központi kormányzat egészíti ki költségvetésüket az általa kivetett adók egy részének átutalásával. További jelentős költségvetés felett rendelkezik a regionális önkormányzat (conseil régional), melynek tagjai választott képviselők. A régiók egyik legfontosabb feladata a középiskolák építése és felszerelése. A régiók befolyással rendelkeznek az infrastrukturális kiadások, pl. az oktatás, a helyi közlekedés, az egyetemek és a kutatás, ill. a vállalkozóknak nyújtott támogatások ügyében is. Ez azt is jelenti, hogy a gazdagabb régiók mint pl. Île-de-France vagy Rhône-Alpes vezetői pozíciói rangos állásnak számítanak az országban.[forrás?]
Az új régiós felosztást a francia Nemzetgyűlés 2014-ben fogadta el. Az új régiók 2016. január 1-jétől működnek, némelyikük megmaradt korábbi formájában, a többiek a korábbi régiókból jöttek létre összeolvasztással.

## Lista

### Európai régiók
| Fekvés | INSEE-kód | Zászló | Név (francia név)                                       | Korábbi régió(k)                      | Székhely   | Népesség (fő) | Terület (km²) |
| ------ | --------- | ------ | ------------------------------------------------------- | ------------------------------------- | ---------- | ------------- | ------------- |
|        | 84        |        | Auvergne-Rhône-Alpes (Auvergne-Rhône-Alpes)             | Auvergne, Rhône-Alpes                 | Lyon       | 7 634 000     | 69 711        |
|        | 53        |        | Bretagne (Bretagne)                                     | Bretagne                              | Rennes     | 3 218 000     | 27 208        |
|        | 27        |        | Burgundia-Franche-Comté (Bourgogne-Franche-Comté)       | Burgundia, Franche-Comté              | Dijon      | 2 816 000     | 47 784        |
|        | 32        |        | Hauts-de-France (Hauts-de-France)                       | Nord-Pas-de-Calais, Pikárdia          | Lille      | 5 960 000     | 31 813        |
|        | 44        |        | Grand Est (Grand Est)                                   | Elzász, Champagne-Ardenne, Lotaringia | Strasbourg | 5 545 000     | 57 433        |
|        | 11        |        | Île-de-France (Île-de-France)                           | Île-de-France                         | Párizs     | 11 853 000    | 12 011        |
|        | 94        |        | Korzika (Corse)                                         | Korzika                               | Ajaccio    | 322 000       | 8 680         |
|        | 24        |        | Centre-Val de Loire (Centre-Val de Loire)               | Centre-Val de Loire                   | Orléans    | 2 556 835     | 39 151        |
|        | 52        |        | Loire mente (Pays de la Loire)                          | Loire mente                           | Nantes     | 3 601 113     | 32 082        |
|        | 28        |        | Normandia (Normandie)                                   | Alsó-Normandia, Felső-Normandia       | Rouen      | 3 315 000     | 29 906        |
|        | 76        |        | Okcitánia (Occitanie)                                   | Languedoc-Roussillon, Midi-Pyrénées   | Toulouse   | 5 573 000     | 72 724        |
|        | 93        |        | Provence-Alpes-Côte d’Azur (Provence-Alpes-Côte d’Azur) | Provence-Alpes-Côte d’Azur            | Marseille  | 4 916 000     | 31 400        |
|        | 75        |        | Új-Aquitania (Nouvelle-Aquitaine)                       | Aquitania, Limousin, Poitou-Charentes | Bordeaux   | 5 773 000     | 84 061        |

### Tengerentúli régiók
| Fekvés | INSEE-kód | Zászló | Név (francia név)       | Székhely       | Népesség (fő) | Terület (km²) |
| ------ | --------- | ------ | ----------------------- | -------------- | ------------- | ------------- |
|        | 01        |        | Guadeloupe (Guadeloupe) | Basse-Terre    | 404 635       | 1 628         |
|        | 02        |        | Martinique (Martinique) | Fort-de-France | 392 291       | 1 128         |
|        | 03        |        | Francia Guyana (Guyane) | Cayenne        | 237 549       | 83 534        |
|        | 04        |        | Réunion (La Réunion)    | Saint-Denis    | 828 581       | 2 504         |
|        | 06        |        | Mayotte (Mayotte)       | Mamoudzou      | 212 645       | 376           |

## 2016-ig
A Franciaország európai részeit alkotó 96 megye (département) 22 régióba van beosztva, ezeken kívül a négy tengerentúli megye (Guadeloupe, Martinique, Francia Guyana és Réunion) is egy-egy tengerentúli régiót alkot. Korzika egy ún. kollektív territórium, de a köznapi használatban régióként tartják számon. A régiók főleg az infrastruktúra és a felsőoktatás fenntartása és fejlesztése terén rendelkeznek feladattal és hatáskörrel.
Az anyaországban (Korzika kivételével) egy régió átlagos szárazföldi területe 25 809 km².
| Magyar elnevezés           | Francia elnevezés          | Székhely             | Zászló                              |
| -------------------------- | -------------------------- | -------------------- | ----------------------------------- |
| Aquitania                  | Aquitaine                  | Bordeaux             | Akvitánia zászlaja                  |
| Alsó-Normandia             | Basse-Normandie            | Caen                 | Alsó-Normandia zászlaja             |
| Auvergne                   | Auvergne                   | Clermont-Ferrand     | Auvergne zászlaja                   |
| Bretagne                   | Bretagne                   | Rennes               | Bretagne zászlaja                   |
| Burgundia                  | Bourgogne                  | Dijon                | Burgundia zászlaja                  |
| Centre-Val de Loire        | Centre                     | Orléans              | Centre zászlaja                     |
| Champagne-Ardenne          | Champagne-Ardenne          | Châlons-en-Champagne | Champagne-Ardenne zászlaja          |
| Elzász                     | Alsace                     | Strasbourg           | Elzász zászlaja                     |
| Felső-Normandia            | Haute-Normandie            | Rouen                | Felső-Normandia zászlaja            |
| Franche-Comté              | Franche-Comté              | Besançon             | Franche Comté zászlaja              |
| Île-de-France              | Île-de-France              | Párizs               | Île-de-France zászlaja              |
| Korzika                    | Corse                      | Ajaccio              | Korzika zászlaja                    |
| Languedoc-Roussillon       | Languedoc-Roussillon       | Montpellier          | Languedoc-Roussillon zászlaja       |
| Limousin                   | Limousin                   | Limoges              | Limousin zászlaja                   |
| Loire mente                | Pays de la Loire           | Nantes               | Loire mente zászlaja                |
| Lotaringia                 | Lorraine                   | Metz                 | Lotaringia zászlaja                 |
| Midi-Pyrénées              | Midi-Pyrénées              | Toulouse             | Midi-Pyrénées zászlaja              |
| Nord-Pas-de-Calais         | Nord-Pas-de-Calais         | Lille                | Nord-Pas-de-Calais zászlaja         |
| Pikárdia                   | Picardie                   | Amiens               | Picardie zászlaja                   |
| Poitou-Charentes           | Poitou-Charentes           | Poitiers             | Poitou-Charentes zászlaja           |
| Provence-Alpes-Côte d’Azur | Provence-Alpes-Côte d'Azur | Marseille            | Provence-Alpes-Côte d'Azur zászlaja |
| Rhône-Alpes                | Rhône-Alpes                | Lyon                 | Rhône-Alpes zászlaja                |

## Lásd még
- Franciaország legnagyobb városai
- Franciaország községei
- Franciaország megyéi
- Franciaország kantonjai